# Рущак Руслан Олександрович
Русла́н Олекса́ндрович Руща́к (нар. 3 січня 1988, село Келечин Міжгірського району Закарпатської області — пом. 4 липня 2014, Новоселівка Перша, Донецька область) — старший солдат, санітар медичної роти 93-ї окремої механізованої бригади Збройних сил України, учасник російсько-української війни.

## Життєпис
Народився 3 січня 1988 року в селі Келечин Міжгірського району Закарпатської області. У 1993 році разом з батьками переїхав жити до села Пузикове Глобинського району Полтавської області.
У 2006—2007 рр. проходив строкову військову службу у лавах Збройних Сил України.
Працював механізатором у Товаристві з обмеженою відповідальністю «Агрофірма — Пузиківська».
Мобілізований у квітні 2014 року. Старший солдат, санітар медичної роти 93-ї окремої механізованої бригади.
4 липня 2014 року загинув під час нічної танкової атаки бойовиків на блокпост № 10, біля села Новоселівка Перша, на повороті на Уманське, у Ясинуватському районі Донецької області. Бійці 93-ї бригади зайняли оборону і прийняли бій. Внаслідок терористичного нападу загинули 7 захисників — підполковник Володимир Мамадалієв, молодший сержант Олексій Заїка, старші солдати Андрій Крилов, Руслан Рущак, Олександр Савенков, Дмитро Чабанов та Дмитро Шевченко, ще 6 дістали поранень.
Похований у селі Пузикове Глобинського району; 9—10 липня в Глобинському районі оголосили траурними днями.

## Нагороди та вшанування
- 2 серпня 2014 року — за особисту мужність і героїзм, виявлені у захисті державного суверенітету та територіальної цілісності України, вірність військовій присязі під час російсько-української війни, відзначений — нагороджений орденом «За мужність» III ступеня (посмертно).
- у Запоріжжі встановили дошку з іменами полеглих військовослужбовців 93-ї бригади на одному з будинків, що розташований на вулиці, названій на їх честь — «Героїв 93-ї бригади».
- На місці знищеного українського блокпоста біля селища Новоселівка встановлено пам'ятний хрест.